# كأس نجوم قطر
كأس نجوم قطر أو كأس QSL هي مسابقة كرة قدم قطرية تقام خلال موسم دوري نجوم قطر.
بدأت البطولة التي تبدأ بدوري ثم أدوار إخراج المغلوب لأول مرة في عام 2009 عندما تم تعديل هيكل دوري نجوم قطر. تشكلت البطولة بشكل عام لمنح الأندية بطولة أكثر تنافسية خلال الموسم العادي وهي مفتوحة فقط للأندية التي تلعب في دوري نجوم قطر.
بطل موسم 2022–23 هو الدحيل للمرة الأولى في تاريخه وذلك بعد فوزه في النهائي على أم صلال بنتيجة 1-0.

## نهائيات البطولة
- 2009–10 : الغرافة 5-0 الأهلي
- 2010–11 : السد 1-0 أم صلال
- 2011–12 : الوكرة 0-0 (10-9 بركلات الترجيح) الخريطيات
- 2012–13 : الجيش 2-0 العربي
- 2013–14 : قطر 3-2 السد
- 2017–18 : الغرافة 3-2 الريان
- 2018–19 الغرافة 1-0 الدحيل
- 2019–20 : السد 4-0 العربي
- 2020–21 : السيلية 2-0 الريان
- 2021–22 : السيلية 5-4 الوكرة
- 2022–23 : الدحيل 1-0 أم صلال
- 2023–24 : أم صلال 4-4 (3-1 بركلات الترجيح) العربي
- 2024–25 : الدحيل 2-1 العربي

## الأكثر تتويجاً
| النادي  | عدد البطولات |
| ------- | ------------ |
| الغرافة | 3            |
| السيلية | 2            |
| الدحيل  | 2            |
| السد    | 1            |
| الوكرة  | 1            |
| الجيش   | 1            |
| قطر     | 1            |
| أم صلال | 1            |